# تغذية مفرطة
التغذية المفرطة أو التخمة الغذائية هي شكل من أشكال سوء  التغذية الذي يكون فيه تناول العناصر الغذائية بشكل يفوق عن الحاجة. بحيث أنّ كمية العناصر تفوق الكمية المطلوبة للنمو الطبيعي، التطور، والأيض.
هذا التعبير من الممكن أيضاً أن يدل على:
- السمنة، التي تحدث عن طريق تناول سعرات حرارية تزيد عن معدل الحرق، بالإضافة إلى:
- التركيز على تناول عنصر غذائي محدد بكميات فائضة، مثل المعادن الغذائية أو الفيتامينات التي قد تؤدي حينها إلى السمية «السُمية المرتبطة بالفيتامينات». هذا يحدث بسبب التناول المفرط أو غير المتوازن للغذاء الذي يكون سببه«حمية الموضة» التي تستحوذ عقول الناس، لأنها تعد بخسارة سريعة للوزن، أو فوائد صحية أخرى كحياة أطول.[1]

بالنسبة للفائض من المعادن، نرى:
- السُمّية الناتجة عن تناول الحديد
- النظام الغذائي المنخفض بالصوديوم (استجابة للارتفاع في مستويات الصوديوم)

التغذية المفرطة من الممكن أن ترتبط بالاستهلاك الكبير للغذاء بحيث يفوق الحاجة التي تتناسب مع طبيعة الجسم، بالإضافة إلى إجراءات التغذية الأخرى كالتغذية الوريدية.